# 緒方喜治
緒方 喜治（おがた よしはる、1950年11月1日‐）は、元NHKアナウンサー。現在はフリーアナウンサーとして、ボイスワークスとマネジメント協力を結んでいる。

## 経歴
広島県広島市出身。山口県立防府高等学校から広島県立広島国泰寺高等学校を経て慶應義塾大学法学部政治学科卒業後、1974年にNHKへ入局。
スポーツアナとして1981年から2004年春場所まで大相撲中継の実況を担当（特に1990年代中盤から2001年頃には初日ならびに千秋楽の実況を務めることもあった。ただ、同時期に活躍していた石橋省三、内藤勝人よりも年下であったこと、1995年以降は藤井康生の担当回数が増加したことが影響して、緒方の担当回数は限定的であった）。またテニス、鈴鹿8時間耐久ロードレースを始めモータースポーツ中継ではメイン格。その他に高校野球、柔道、剣道、バレーボール、バスケットボール、ハンドボールなどの実況を幅広く担当した。
アナウンサー引退後はNHK放送研修センター・日本語センター講師、大相撲・幕内の全取組のナレーターを担当。さらに雑誌『大相撲中継』の編集長を2011年2月まで務めた。その後2年間の事実上の休刊を経て、2013年にNHKグローバルメディアサービス編集（発行・イーストプレス）の相撲専門誌「NHK G-Media 大相撲ジャーナル」が復刊されるにあたり、その編集長に就いた。2015年にNHK G-media、及び出向元のNHKを退職。フリーアナウンサーとなる。

## 過去の出演番組
- FMリクエストアワー(NHK熊本放送局)
- 大相撲中継他スポーツ中継
- 大相撲・幕内の全取組（ナレーター）
- アトランタオリンピック
- 長野オリンピック